# Club Deportiu Montcada
El Club Deportiu Montcada és un club de futbol català de la ciutat de Montcada i Reixac (Vallès Occidental).

## Història
Va ser fundat l'any 1923 pels Germans de les Escoles Cristianes. El 1925 fou nomenada la primera junta directiva amb Isidre Grau. Fins a l'any competí en la categoria d'aficionats. Després de la Guerra Civil jugà a Segona Categoria, on fou subcampió el 1942. El 1949-50 aconseguí el títol d'aquesta categoria. El 1950-51 fou subcampió de la Primera Categoria B, ascendint a Primera Regional. El 1953-54 aconseguí ascendir per primer cop a Tercera Divisió, on romangué vuit temporades, fins a la 1961-62. Després va tornar a Tercera Divisió en 1968-69, 1969-70 i 1977-78.
Un dels fets més importants del club és la participació a Copa del Rei on van jugar contra l'Algeciras. El partit d'anada es va disputar a Montcada, el 13 de setembre de 1977 i el resultat va ser 1-0, favorable per l'equip vallesà.            La tornada es va jugar a terres andaluses, on es va imposar l'equip local per 3-1. Així, s'acabava la participació del Montcada a la Copa del Rei.
A finals dels 80 va viure una greu crisi econòmica que el portà fins a la Segona Territorial Catalana. El 1989 es fusionà amb la Penya Barcelonista de Montcada per tal de millorar el futbol base. A finals de la temporada 2000/01 el club absorbí el CD Boomerang i ocupà la seva plaça a Primera Catalana.

## Temporades
Fins a l'any 2011-12 el club ha militat 11 vegades a Tercera Divisió, 5 a Primera Catalana i 10 a Preferent Territorial.
| - 1954-1955: 3a Divisió 10è - 1955-1956: 3a Divisió 6è - 1956-1957: 3a Divisió 21è - 1957-1958: 3a Divisió 2n - 1958-1959: 3a Divisió 18è - 1959-1960: 3a Divisió 14è - 1960-1961: 3a Divisió 13è - 1961-1962: 3a Divisió 17è - 1968-1969: 3a Divisió 18è - 1969-1970: 3a Divisió 16è - 1977-1978: 3a Divisió 19è | - 2007-2008: 1a Div. Catalana 12è - 2008-2009: 1a Div. Catalana 11è - 2009-2010: 1a Div. Catalana 13è - 2010-2011: 1a Div. Catalana 18è - 2011-2012: 1a Catalana (G1) 10è - 2012-2013: 1a Catalana (G1) 5è - 2013-2014: 1a Catalana (G1) 9è - 2014-2015: 1a Catalana (G1) 18è - 2015-2016: 2a Catalana (G2) 14è - 2016-2017: 3a Catalana (G2): 2n - 2017-2018: 2a Catalana (G2): 13è - 2018-2019: 2a Catalana (G2) 4t - 2019-2020: 2a Catalana (G2) 17è - 2020-2021: 2a Catalana (G2-A) 11è - 2021-2022: 2a Catalana (G5) 12è - 2022-2023: 2a Catalana (G4-B) 2n - 2023-2024: 1a Catalana (G1) 9è - 2024-2025: 1a Catalana (G1) |
| | |